# Black Moses
Black Moses é um álbum duplo de Isaac Hayes, lançado pela Stax Records através do selo Enterprise Records em 1971. O sucessor da clássica trilha-sonora Shaft composta por Hayes, Black Moses apresenta a versão do sucesso dos The Jackson 5, "Never Can Say Goodbye". A versão de Hayes se tornou um sucesso atingindo o número 22 na parada Billboard Hot 100.

## O Disco
Além de "Never Can Say Goodbye", outras canções de Black Moses são covers de grupos como The Carpenters "(They Long to Be) Close to You", Toussaint McCall ("Nothing Takes The Place Of You"), The Friends of Distinction ("Going in Circles"), Dionne Warwick ("I'll Never Fall In Love Again") e Little Johnny Taylor ("Part Time Love"). Hayes dizia que Black Moses era um dos seus trabalhos mais pessoais.
O título do álbum deriva do apelido que o executivo da Stax, Dino Woodward deu a Hayes, que comparava os efeitos da música de Isaac às plateias negras à liderança da figura bíblica de Moisés. O então, profundamente cristão Hayes se incomodava com o apelido, achando um "sacrilégio", embora o jornalista Chester Higgins popularizou o apelido de "Black Moses" em um artigo que ele escreveu para a revista Jet Magazine. Hayes chegou a ver "Black Moses" como um símbolo de orgulho negro:

"Os homens negros podem finalmente se levantar e ser homens porque aqui está o Moisés Negro; ele é a epítome da masculinidade negra. Correntes que uma vez representaram escravidão, agora podem ser um sinal de poder, força e sexualidade e virilidade"

Larry Shaw, líder de marketing e publicidade da Stax, veio com a ideia do nome para o LP de Hayes Black Moses. Ele também desenhou, com a ajuda de Ron Gordon, membro do grupo The Bar-Kays, a capa do álbum, que aberta, se transformava em um pôster com a imagem de Isaac, vestido com uma tunica como o "Black Moses".

## Faixas (Vinil)

### Lado Um
1. "Never Can Say Goodbye" (Clifton Davis) - 5:07
2. "(They Long to Be) Close to You" (Burt Bacharach, Hal David) - 8:58
3. "Nothing Takes The Place Of You" (Toussaint McCall, Alan Robinson) - 5:29
4. "Man's Temptation" (Curtis Mayfield) - 4:59

### Lado Dois
1. "Never Gonna Give You Up" (Gamble, Leon Huff, Butler) - 5:47
2. Medley: "Ike's Rap II" / "Help Me Love" (Hayes, Johnny Baylor, Mickey Gregory, Luther Ingram, Tommy Tate) - 7:31
3. "Need to Belong to Someone" (Mayfield) - 5:15
4. "Good Love" (Gregory, Hayes) - 5:15

### Lado Três
1. Medley: "Ike's Rap III" / "Your Love is So Doggone Good" (Hayes, Difosco Ervin, Rudy Love) - 9:15
2. "For The Good Times" (Kris Kristofferson) - 5:20
3. "I'll Never Fall In Love Again" (Burt Bacharach, Hal David) - 5:02

### Lado Quatro
1. "Part Time Love" (Clay Hammond) - 8:30
2. Medley: "Ike's Rap IV" / "A Brand New Me" (Isaac Hayes, Kenneth Gamble, Thom Bell, Jerry Butler) -9:40
3. "Going in Circles" (Jerry Peters, Anita Poree) - 7:02

## Ordem incorreta das faixas na versão em CD
Black Moses foi lançado em compact disc pela primeira vez em 1989 pela Fantasy Records, que detinha os direitos do catálogo da Stax na época. O CD foi remasterizado por Kirk Felton. A ordem das faixas no CD estava incorreta, portanto o ouvinte terá a sequência: Lado 1, Lado 4, Lado 2, e Lado 3. Isto aconteceu porque quando a prensagem original foi feita, atrás do lado 1 estava o lado 4, e atrás do lado 2 estava o lado 3.
A Concord Records, que comprou os originais da Fantasy em 2004, lançou uma versão do CD remasterizada em 24 de Fevereiro de 2009 que simula a capa original do vinil. Bob Fisher remasterizou a edição de 2009, mas a ordem das faixas é a mesma da versão de 1989. Não existe nenhum pronunciamento se isto será corrigido em futuras prensagens.
Se quiser tocar a ordem correta, toque-a da seguinte forma:
- Disco 1: Faixas 1-4
- Disco 2: Faixas 1-4
- Disco 2: Faixas 5-7
- Disco 1: Faixas 5-7

## Créditos
- Isaac Hayes - vocais e vocais de apoio
- "Hot", "Buttered", e "Soul": vocais de apoio
- The Bar-Kays, instrumentação: "(They Long to Be) Close to You" e "Going in Circles"
- Instrumentação em todas as outras faixas por The Isaac Hayes Movement:
  - Piano, Vibrafone, Órgão, Piano Elétrico - Isaac Hayes
  - Baixo - Ronald Hudson
  - Bongôs, Congas - Gary Jones
  - Bateria, Tamborim - Willie Hall
  - Piano Elétrico - Lester Snell
  - Guitarra - Charles "Skip" Pitts
  - Piano - Sidney Kirk
- Arranjado por Isaac Hayes & Johnny Allen, exceto "(They Long To Be) Close To You" por Isaac Hayes & Dale Warren
- Engenheiros: Ron Capone, William Brown, Henry Bush, Eddie Marion, Dave Purple
- Remix (engenheiros): Ron Capone, Dave Purple e Isaac Hayes

## Outras Referências
- Rob Bowman (1997). Soulsville U.S.A.: The Story of Stax Records. New York: Schirmer Trade. ISBN 0825672848